# Vườn quốc gia Glacier (Canada)
Vườn quốc gia Glacier là một trong 7 vườn quốc gia của British Columbia và là một phần của hệ thống 43 vườn quốc gia và khu bảo tồn khắp Canada. Được thành lập vào năm 1886, vườn quốc gia có diện tích 1.349 km2 (521 dặm vuông Anh) bao gồm một phần của Dãy núi Columbia. Đèo Rogers là một Di tích Lịch sử Quốc gia nằm trong vườn quốc gia.
Lịch sử của vườn quốc gia này gắn liền với hai tuyến giao thông chính của Canada, Đường sắt Thái Bình Dương Canada (CPR) hoàn thành vào năm 1885 và Cao tốc xuyên Canada hoàn thành vào năm 1963. Đường đèo ở trung tâm của vườn quốc gia được thám hiểm năm 1881. Tuyến đường sắt đưa nó trở thành một điểm du lịch, sau đó là thành lập Vườn quốc gia Glacier. Mùa đông tuyết rơi nhiều cùng với việc thung lũng dốc khiến rất dễ bị lở tuyết là trở ngại lớn cho giao thông vận tải.
Vườn quốc gia có các đỉnh núi cao, các sông băng lớn và một trong những hệ thống hang động lớn nhất của Canada. Rừng rậm của nó hỗ trợ cho quần thể động vật có vú lớn, chim và nhiều loài động vật núi cao khác. Khu vực này đáng chú ý vì có lượng tuyết rơi dày đặc.Vườn quốc gia có một mạng lưới đường mòn rộng lớn, ba khu cắm trại, và bốn lều và cabin. Do các tuyến giao thông chính cắt qua khu vực nên vườn quốc gia Glacier có số lượng du khách ghé thăm hàng năm lớn.

## Lịch sử
Dãy núi Selkirk lần đầu tiên được ghi nhận bởi những người châu Âu là khi nhà thám hiểm David Thompson của Công ty Tây Bắc, một công ty kinh doanh lông thú có trụ sở tại Montreal, đã đi men quanh dãy núi, trên sông Columbia vào năm 1811. Ông đã đặt tên nó là Dãy núi Nelson, theo tên của Phó đô đốc Horatio Nelson. Nhưng sau đó nó một lần nữa bị đổi tên bởi đối thủ là Công ty Vịnh Hudson là Thomas Douglas, Bá tước thứ năm của Selkirk.
Sau đó, việc tìm cách vượt qua Selkirk trở thành ưu tiên hàng đầu khi quá trình xây dựng tuyến đường sắt Thái Bình Dương Canada bắt đầu. Hoàn thành tuyến đường sắt là một điều kiện để Thuộc địa British Columbia sáp nhập vào Liên bang Canada năm 1867. Năm 1865, cuộc khảo sát của Walter Moberly dẫn đầu một chuyến thám hiêm sông Illecillewaet (mà ông đặt tên, bắt nguồn từ tiếng Okanangan nghĩa là "nước chảy xiết"). Mặc dù gần đó họ phát hiện ra đèo Eagle băng qua dãy núi Monashees, nhưng Moberly đã thất bại trong việc tìm một đường dẫn xuyên qua Selkirks. Nhóm của ông ta khước từ hành trình khám phá xa hơn của dãy núi do thời tiết xấu đi, và Moberly buộc phải rút lui.
Cuộc thám hiểm do thiếu tá Albert Bowman Rogers phát hiện ra một đường dẫn khả thi vào năm 1881. Rogers được trao giải thưởng 5.000 đôla cho việc định vị một con đường xuyên qua dãy núi. Đến năm 1885, một tuyến đường sắt xuyên qua đèo Rogers, lần đầu tiên có các chuyến tàu Canada đi về phía tây tới Thái Bình Dương. Chính phủ liên bang và Công ty đường sắt Thái Bình Dương Canada nhanh chóng nhận ra tiềm năng du lịch của khu vực núi, sông băng tuyệt vời ở đây. Sau chuyến đi của Thủ tướng John A. Macdonald và vợ ông Susan Agnes Macdonald qua dãy núi Rocky trên Tuyến đường sắt Xuyên lục địa mới được hoàn thành, sau khi trở về Ottawa đã dẫn đầu việc thành lập Glacier và Vườn quốc gia Yoho, và kết quả là cả hai được thành lập vào ngày 10 tháng 10 năm 1886, là các vườn quốc gia thành lập sớm thứ hai chỉ sau Vườn quốc gia Banff được thành lập vào một năm trước đó.